# こってり祭り2006
『こってり祭り2006』（こってりまつり - ）は、伊藤多賀之のライブビデオ、及びライブアルバム。

## 収録曲

### 映像

#### DISC1
1. メット族
2. ペチャパイ
3. 鈴虫ラーメン デレデン
4. ユニットバス
5. 取り調べ室
6. 病院
7. VTR〜電話中継〜抱かれて3万円
8. ムンクの叫び声
9. 生活の知恵
10. さなだ虫
11. 月の裏側
12. 石焼イモ

#### DISC2
1. 団地妻の説教
2. クラブ
3. ミジンコフェチ
4. 青のり
5. VTR〜コインロッカー〜
6. 柔突起
7. メット族（ハードロックver.）
8. まんげつ
9. ホルモンを飲む瞬間
10. ものまねアワー
11. チューニング
12. おまけ

### アルバム
1. メット族
2. ペチャパイ
3. 鈴虫ラーメン
4. ユニットバス
5. 取り調べ室
6. 抱かれて3万円
7. ムンクの叫び声
8. さなだ虫
9. 石焼イモ
10. 団地妻の説教
11. ミジンコフェチ
12. 青のり
13. 柔突起
14. まんげつ
15. ホルモンを飲む瞬間
ボーナストラック
16. ザ・対談!〜伊藤多賀之VSコインロッカー